# Turdus viscivorus
El zorzal charlo, cuyo nombre científico es Turdus viscivorus, es un ave del orden Passeriformes y de la familia Turdidae. Propio de Europa y parte de Asia, fue descrito por Linneo en 1758. En cuanto a su taxonomía, los estudios moleculares sugieren un mayor parentesco a especies como T. philomelos o (T. mupinensis, más que con T. merula.

## Descripción
Se trata de un zorzal de comportamiento agresivo, atrevido, de gran tamaño, con una envergadura de hasta 48 cm, lo que lo convierte en el mayor pájaro cantor europeo. Suele presentarse en parejas, si bien en otoño tiende a formar bandadas y, en invierno, a ser solitario.
El nombre latino de viscivorus le viene de su predilección por las bayas del muérdago (viscum album).

## Comportamiento

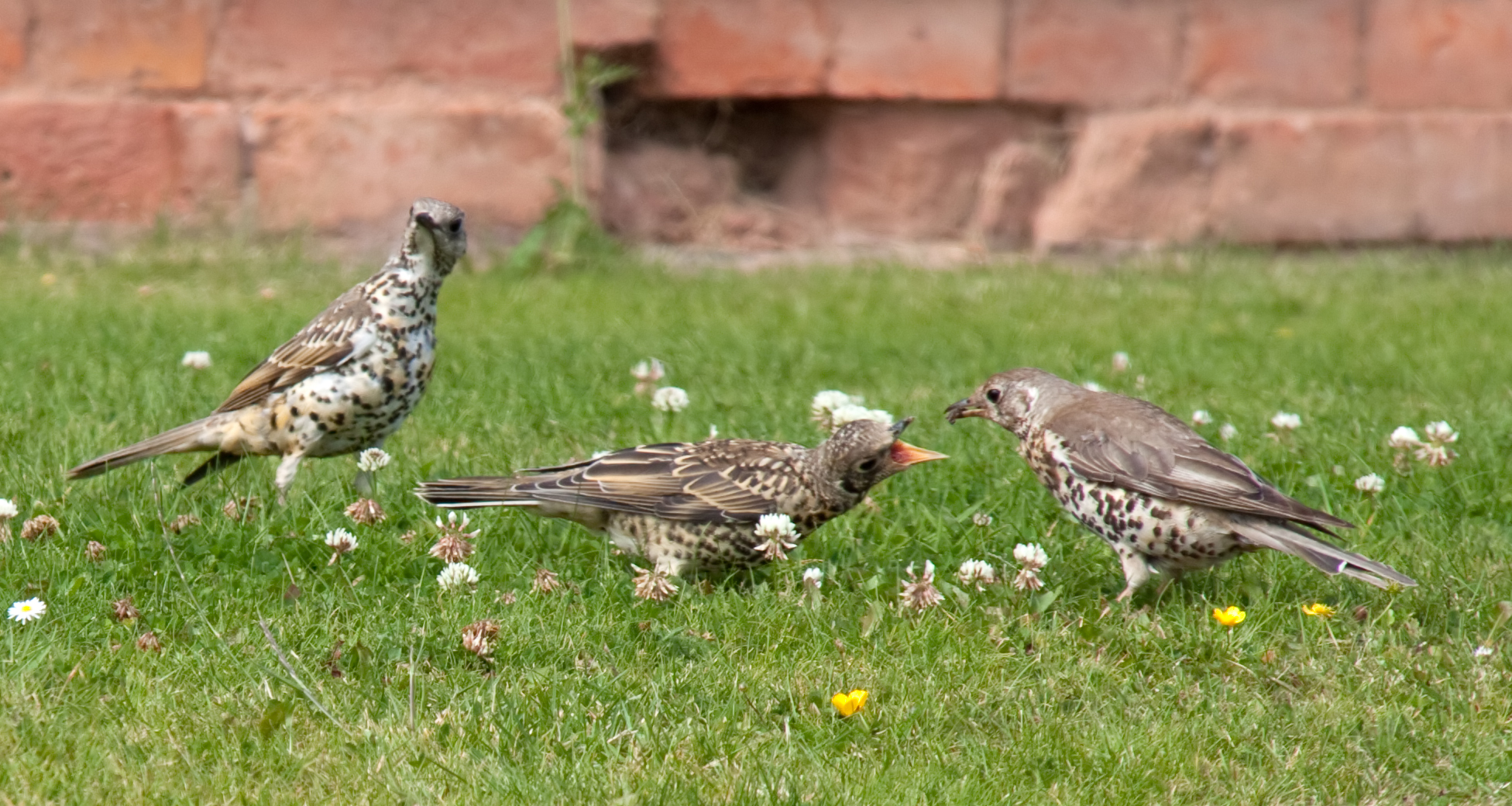
Un adulto (derecha) con dos juveniles en Inglaterra

### Canto
Posee una voz gárrula, potente; el canto es musical, fuerte, aflautado y repetitivo. El macho emite su fuerte y melodioso canto desde un árbol, tejados u otras perchas elevadas, a menudo durante el mal tiempo o por la noche, y empezando relativamente pronto en la primavera. El canto es como una versión más dura y simple del sonido del mirlo común. El canto de alarma se parece a una carraca o a una ametralladora.

### Alimentación
Es omnívoro, se alimenta de insectos y larvas, en el suelo, así como de bayas y frutos. Este pájaro durante el invierno puede defender arbustos de pequeños frutos de otros pájaros que los intenten comer. Puede comer los frutos del muérdago.

### Reproducción

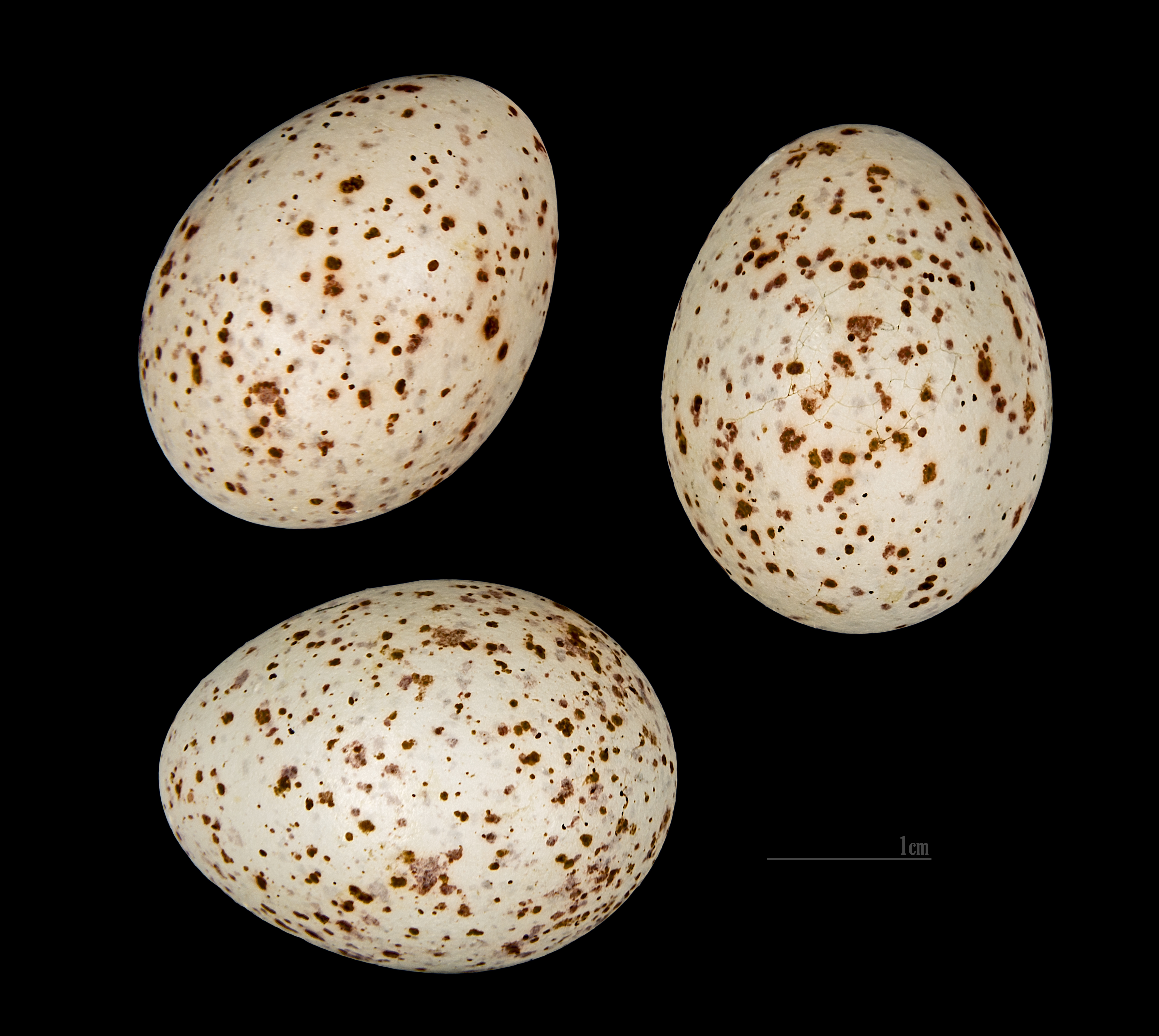
Huevos de Turdus viscivorus

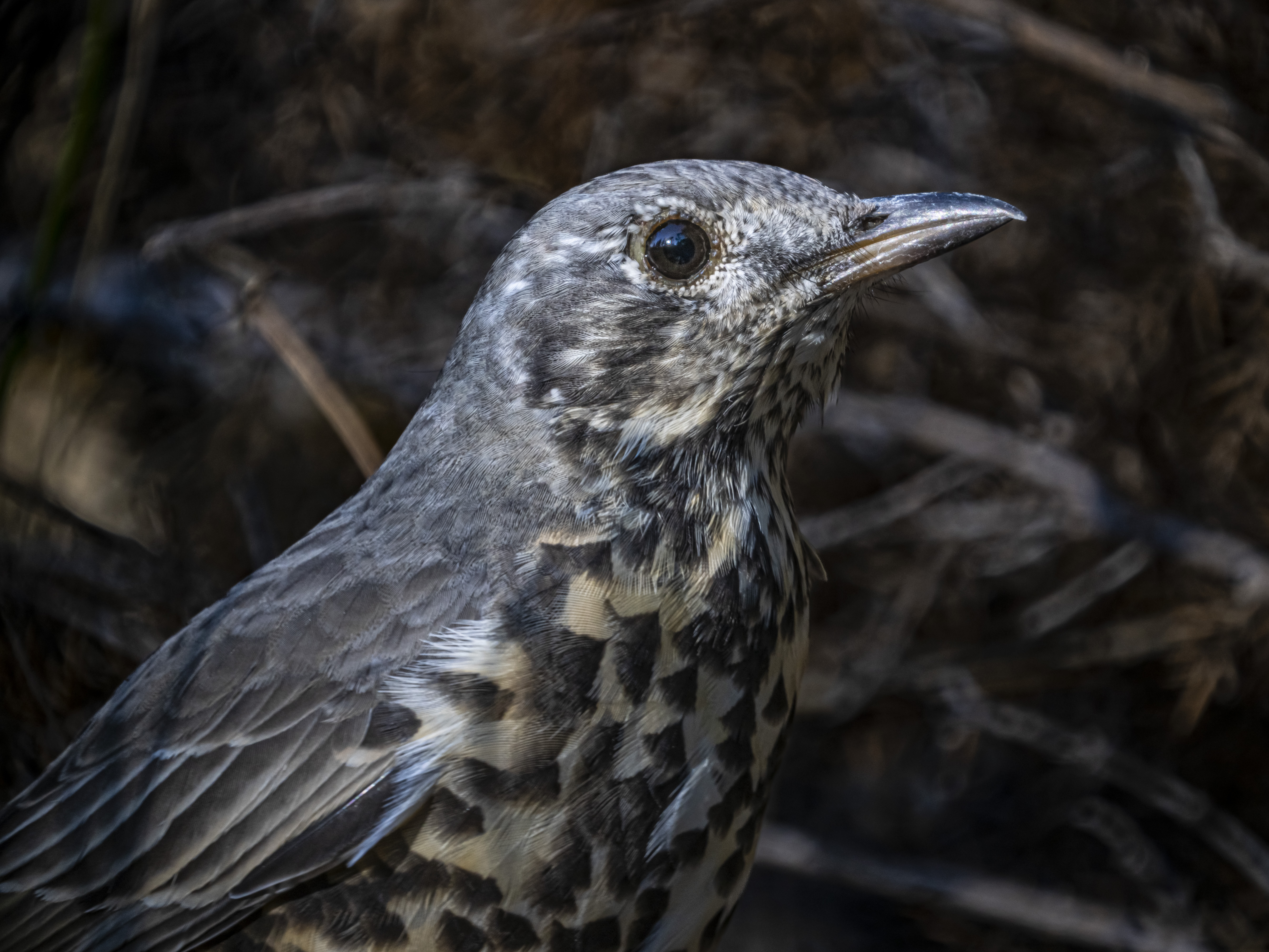
Zorzal charlo en el Parque Natural de la Sierra de Huétor.

Nidifica de marzo a junio poniendo dos nidadas de 3 a 5 huevos; el nido, con forma de taza, suele disponerse en ramas altas y está compuesto de ramitas y hojas, entrelazadas de forma poco densa. Hace sus nidos en los árboles.

### Vuelo
Tiene un vuelo bajo y cabeceante. Al aterrizar muestra unas pequeñas manchas blancas a los lados de su cola.